# رومولو (لاعب كرة قدم مواليد 1995)
رومولو جوزيه باتشيكو دا سيلفا (بالبرتغالية: Rômulo José Pacheco da Silva) هو لاعب كرة قدم برازيلي في مركز الوسط، ولد في 27 أكتوبر 1995 في ريسيفي في البرازيل. لعب مع نادي باهيا.

## وصلات خارجية
- رومولو خوسيه باتشيكو دا سيلفا على موقع دوري كوريا الجنوبية (الإنجليزية)
- رومولو خوسيه باتشيكو دا سيلفا على موقع قاعدة بيانات كرة القدم.إي يو (الإنجليزية)
- رومولو خوسيه باتشيكو دا سيلفا على موقع Soccerway.com (الإنجليزية)